# Pithoprakta

Pithoprakta  est une œuvre de Iannis Xenakis pour deux trombones, 46 instruments à cordes, xylophone et woodblock, composée en 1955-1956.

## Histoire
Son titre veut dire actions aléatoires. C'est l'une de ses premières œuvres de musique par calcul des probabilités, qu'il appelle « musique stochastique ». Iannis Xenakis se fonde sur la loi des grands nombres de Jacques Bernoulli. L'œuvre s'appuie aussi sur la statistique de Maxwell-Boltzmann, la loi de Gauss et sur le mouvement brownien. La partition s'accompagne d'une partition graphique.
Pithoprakta est créé le 8 mars 1957 à Munich, lors du Festival Musica Viva, par l'Orchestre symphonique de la Radiodiffusion bavaroise, sous la direction de Hermann Scherchen.
En 1963, la réalisatrice Eléonore Cramer en a utilisé d'importants fragments pour illustrer musicalement la Mort de Néron de Michel Mourlet, créée  par la RTF sur France III.
Le chorégraphe George Balanchine l'a couplée à Metastasis pour en faire le ballet Metastaseis and Pithoprakta en 1968.

## Discographie
- Orchestre National de l'ORTF dirigé par Maurice Le Roux, Le Chant du Monde (1990)
- Orchestre philharmonique du Luxembourg dirigé par Arturo Tamayo, Timpani (2006)